# Qie ting feng yun 2
Qie ting feng yun 2 – hongkońsko-chiński dreszczowiec w reżyserii Feliksa Chonga i Alana Maka, którego premiera odbyła się 18 sierpnia 2011 roku.
Obsada filmu otrzymała trzynaście nominacji i dwie nagrody.

## Fabuła
Manson Law (Sean Lau), sławny makler giełdowy w Hongkongu, doznaje obrażeń w wyniku wypadku samochodowego. Oddział policji, dowodzony przez inspektora Jacka Ho (Louis Koo), w zniszczonym samochodzie odnajduje wojskowe urządzenie służące do inwigilacji. W międzyczasie Joe (Daniel Wu), osoba zakładająca podsłuchy, próbuje wykonać swój dokładny plan, a jego celem jest tajemniczy konglomerat finansowy zwany „Klubem Gospodarzy”.

## Obsada
Źródło: Filmweb

- Daniel Wu – Joe
- Louis Koo – Jack Ho
- Sean Lau – Manson Law
- Michelle Ye
- Huang Yi
- Wilfred Lau
- Patricia Tang – włóczęga